# Борт (морський термін)

1 — Димова труба, 2 — Корма, 3 — Гребний гвинт, 4 — Кіль, 5 — Якір, 6 — Бульб, 7 — Ніс, 8 — Палуба, 9 — Ходова рубка. Борт — трикольорова смужка між 4 і 8.

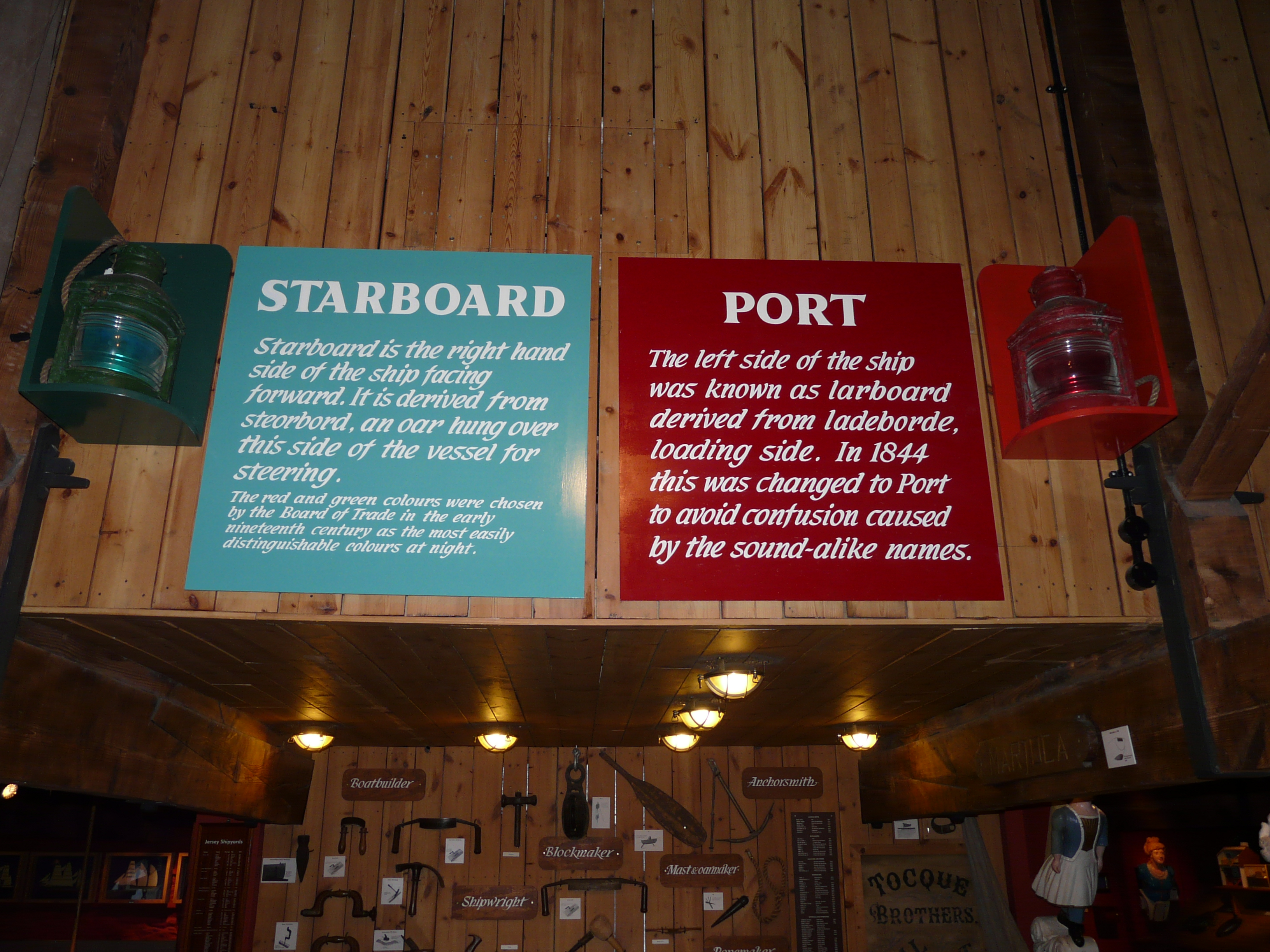
Походження термінів port side і starboard side. Світлина експонату у Морському музеї Сент-Гелієра, острів Джерсі.

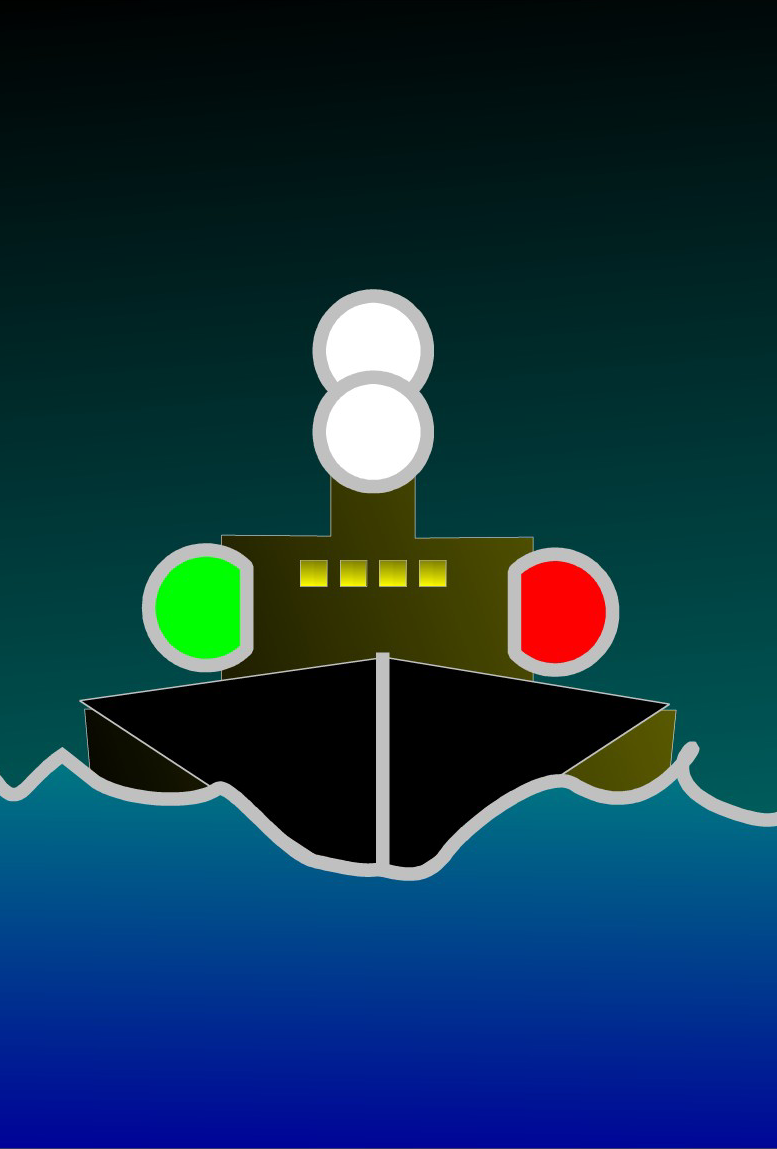
Наближення катера. Вночі судно для позначення свого руху виставляє вогні: на правому борту — зелений вогонь; на лівому борту — червоний вогонь.

Борт судна́, також лаг, о́блавок — у морській справі — бокова частина судна (корабля), що тягнеться по всій довжині судна від форштевня до ахтерштевня. Складається із зовнішньої обшивки і набору, які разом утворюють корпус судна.

## Назви
Свого часу кожний з бортів мав власну назву. Так, правий борт прийнято було називати штирбо́ртом (нід. stuurboord), лівий борт — бакбо́ртом (нід. bakboord), а частину борту, що знаходиться вище верхньої палуби — фальшбортом. Назва stuurboord утворена від stuur («стерно», «кермове весло») і буквально означає «стерновий борт»: до появи стерен сучасного типу з підвішеним на ахтерштевні пером, кермове весло розташовувалося з правого боку на кормі. Зі старовинним розташуванням стерна пов'язаний і термін bakboord, що утворений від bak («спина»): стерновий з веслом розміщався спиною до лівого борту.
В англійській мові штирборт називається starboard side, а бакборт — port side. Походження цих слів має свою історію. Колись судна швартувалися в порту завжди лівим бортом і відповідно мали на лівому борту спеціальний проріз-лацпорт (двері у фальшборті) для установки сходні та проведення вантажних операцій через сходню. Спочатку лівий борт стали називати larboard (від laddebord, ladebord — «вантажний борт»), потім port («порт»). Назва правого борту starboard (раніша форма steorbord), як і нідерландська, пов'язана з кермовим веслом (oar for steering = steor); згодом вона зазнала зближення зі словом star («зірка»).
Надалі моряки перестали вживати англійські слова left і right (ліво і право) і замінили їх назвами бортів: port і starboard (за назвами бортів судна).
Кормовий борт судна називається гакабортом (від нід. hakkeboord — «гаковий борт»).

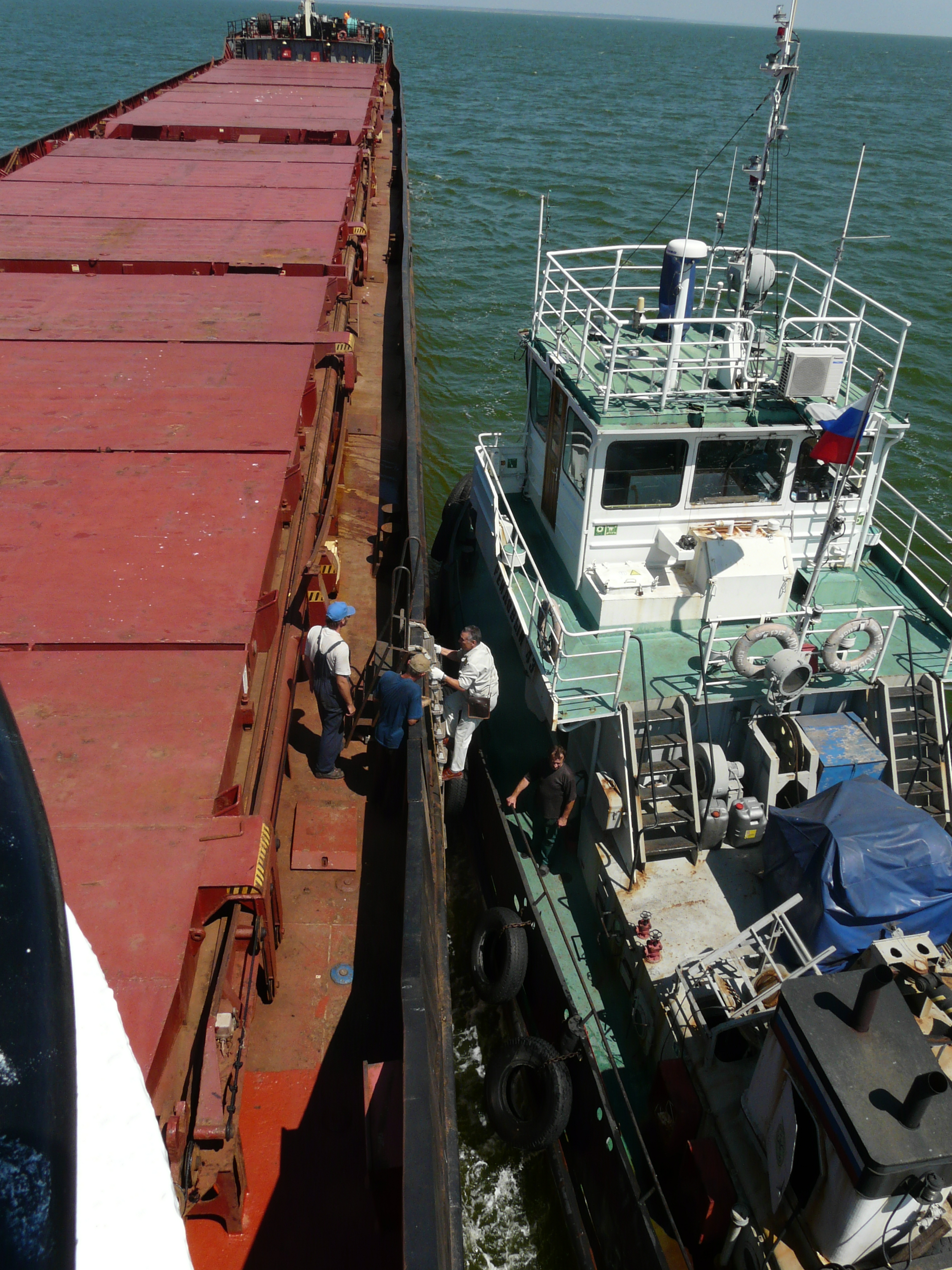
Лоцманський трап по правому борту. Лоцманський катер вже підійшов до правого борта судна (зі сторони правого борта чи стисло «з правого борта»). Лоцман піднімається по правому борту.

## Термінологія
На вітрильному флоті правий борт прийнято називати штирбортом (нід. stuurboord), лівий борт — бакбортом (нід. bakboord), кормовий — гакабортом. Навігаційний вогонь з правого борту (зелений) називається правим відрізнювальним бортовим вогнем, з лівого борту (червоний) — лівим відрізнювальним бортовим, з гакаборту (білий) — гакабортним чи кормовим вогнем.
Фальшборт — огорожа палуби, схожа на глухий паркан над бортом судна. Форма борту (бортів) задається теоретичним креслеником.
Борт судна складається із зовнішньої обшивки та підкріплювального набору.
Висота борту визначає запас плавучості судна. З цієї справи борт розподіляється на надводну та підводну частини — надводний борт (під поверхнею води) та підводний борт (над поверхнею води).
У суден (зокрема вітрильних) також розрізняють навітряний та підвітряний борти: залежно від курсу відносно вітру і галса.
Борт з точки зору напрямку — розташування когось чи чогось, змінення напрямку руху чи направлення (посилання) чогось чи когось відносно правого чи лівого борту судна. Наприклад: «бачу судно по правому борту»; «ліво на борт».
Борт з точки зору місцезнаходження — для зазначення прибування, знаходження чи відсутності особи, вантажу чи іншого на судні. Наприклад: «лоцман на борту»; «вантаж на борту»; «капітан покинув борт судна».
Таким чином судно має два борти: правий борт та лівий борт.
На позначення борту в старих суднах і човнах (звичайно про борт невеликого судна)[джерело не вказане 1361 день] використовувався архаїзм[джерело не вказане 1361 день] облавок (те, що дотикається до лав).

### Мовні звороти
- Лоцман підійшов до правого борту — лоцманський катер підійшов до правого борту судна, але для скорочення доповіді говорять «лоцман підійшов».
- Лоцман підіймається по правому борту — лоцман підіймається по трапу, приготованому (спорядженому) з правого борту.
- Лоцман на борту — лоцман вже на палубі судна. Це зазначає безпечне висадження лоцмана на судно — вже на палубі.
- Робота за бортом — матрос чи хтось працює з зовнішньої сторони борту, висячи на спеціальному пристрої (це може бути боцманська люлька). Якщо судно на ходу, то робота за бортом заборонена сучасним законодавством. Не плутати з роботою на висоті, бо це різні справи — падати в воду чи на палубу. Іноді борт судна може бути дуже низьким, щоб зазначити це як роботу на висоті.
- Вантаж на борту — вантаж вже поставили на деку трюму чи на палубу чи на кришки трюму.
- Зняти осадку з лівого борта — подивитись на шкалу марок занурення судна, яка є на лівому борту, і запам'ятати чи записати осадку судна.
- Крен на правий борт — судно накренилося на праву сторону.
- Капітан зійшов з борту судна — капітан зійшов на берег чи на катер.
- Капітан на борту — капітан вже повернувся чи прибув на судно, знаходиться на палубі судна.
- Людина за бортом — людина впала в море чи людина на поверхні моря. Моряки не говорять «людина впала в море», вони говорять «людина за бортом».
- Шлюпка правого борту — шлюпка, яка встановлена близько до правого борту судна.
- Трап правого борту — трап, який встановлений над правим бортом судна.
- Боцман стоїть на правому борту — боцман стоїть на частині палубі, яка ближче до правому борту.
- Вантажте більше на лівий борт — вантажити більше вантажу на частину палуби чи деки трюму, що ближче до лівого борту судна. Це може бути для виправлення крену.
- Катер під бортом судна — катер наблизився до чи стоїть біля борту судна, але це звучить при зазначенні, що борт судна значно вище ніж борт катера. Ви дивитесь на катер з висока. Якщо ви хочете казати, що хтось чи щось під корпусом судна, то так і кажуть «під судном».
- Поставити під правий борт — поставити щось на палубу чи деку судна наскільки можливо до правого борту, під самий борт.
- Катер біля борту судна — катер наблизився до чи стоїть біля борту судна, але це звучить при зазначенні, що борт судна може бути чи значно вище, чи значно нижче ніж борт катера, чи такий само.